# Lingay (Harris)
Lingay (Schots-Gaelisch: Lingeigh) is een eilandje in de Buiten-Hebriden.
Het eilandje behoort tot een groep rotseilandjes in de Caolas na Hearadh, de zeestraat tussen Harris, in het noordoosten, en North Uist, in het zuidwesten, en bevindt zich ten oosten van de veerbootroute tussen deze twee, iets meer dan vier
kilometer ten zuidwesten van de Rubha Reneis, de zuidtip van Harris. De buureilanden zijn Groay in het westen, Scaraway in het zuiden en Gilsay in het noordoosten. Onmiddellijk ten zuiden van Lingay ligt het zeer kleine rotseilandje Crago, met
een zee-engte van ongeveer tien meter ertussen.
Lingay is een halve vierkante kilometer groot. De kustlijn bestaat volledig uit kliffen, en het hoogste punt, in het noorden gelegen, meet 28 meter.
Lingay wordt alleen door vogels bewoond.